# Gletschertopf

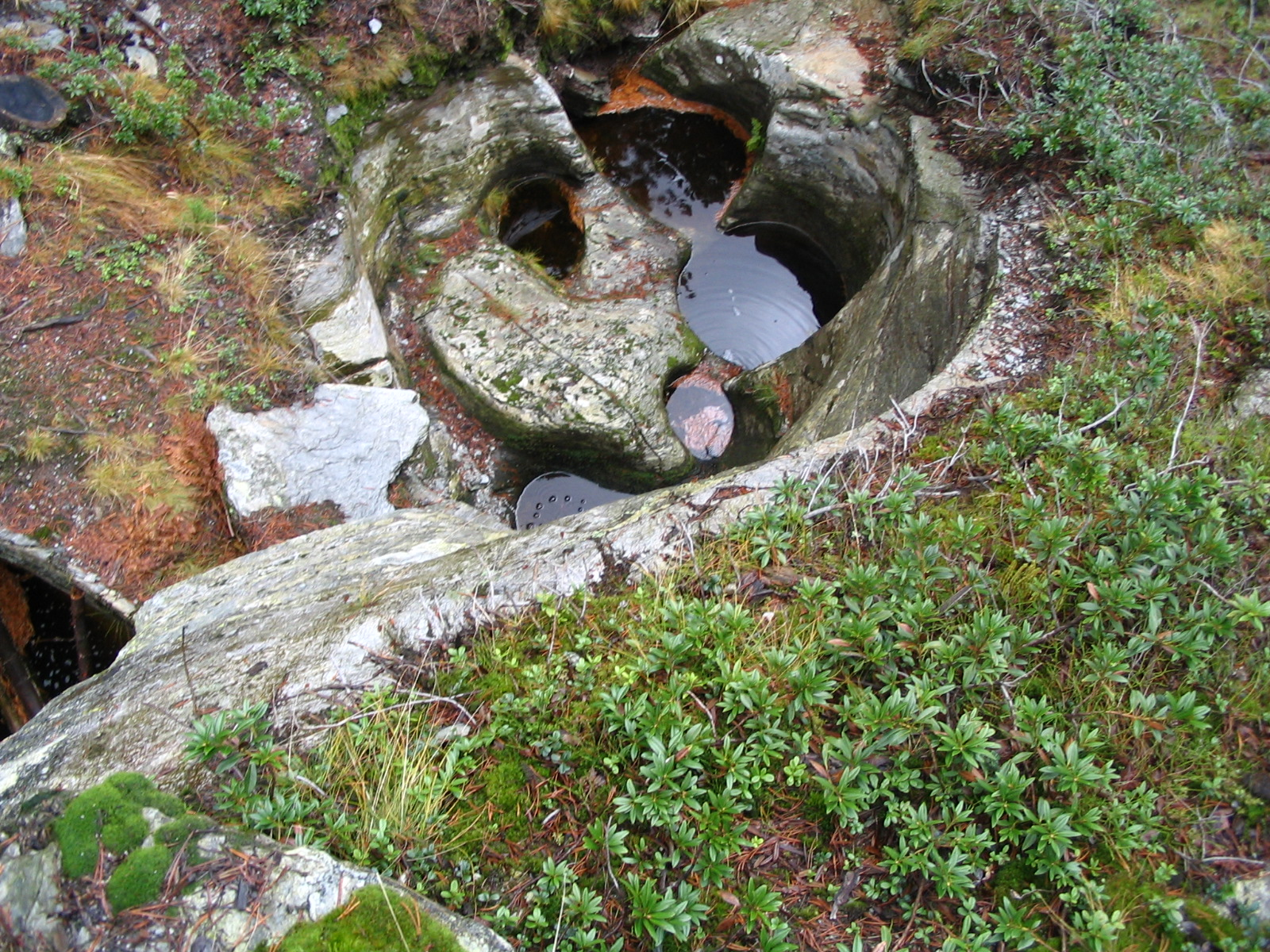
Gletschertopf in Maloja

Gletschertöpfe oder Riesentöpfe (norwegisch jettegryter, schwedisch Jättegryta) sind topf- oder schachtartige Vertiefungen in Felsgestein (Kolke), die durch fließendes Wasser im Bereich von Gletschereis entstehen.

## Entstehung

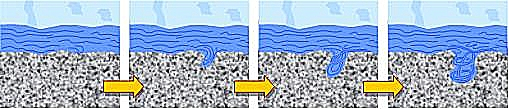
Gletschertopf – schematische Skizze zur Entstehung

Gletschertöpfe bilden sich durch Schmelzwasser, das durch die Gletscherspalten und insbesondere Gletschermühlen zum Gletscherbett hin abfließt. Dieses Schmelzwasser vereinigt sich zu Strömen und bildet an gewissen Stellen Wirbel. In diesen Wirbeln herrschen Fließgeschwindigkeiten von bis zu 200 km/h und hoher Druck. Die Haupterosionsarbeit mit Aushöhlen des Felsbettes leisten dabei der mitgeführte Sand und die Kiespartikel. Die Theorie, dass ein im Wasser drehender Findling den Gletschertopf wie ein Mühlstein aus dem Felsen fräst, gilt als veraltet. Primär handelt es sich um den Auftreffpunkt einer Gletschermühle oder lokale Wirbel im Basisstrom des subglazialen Wassers.

## Vorkommen

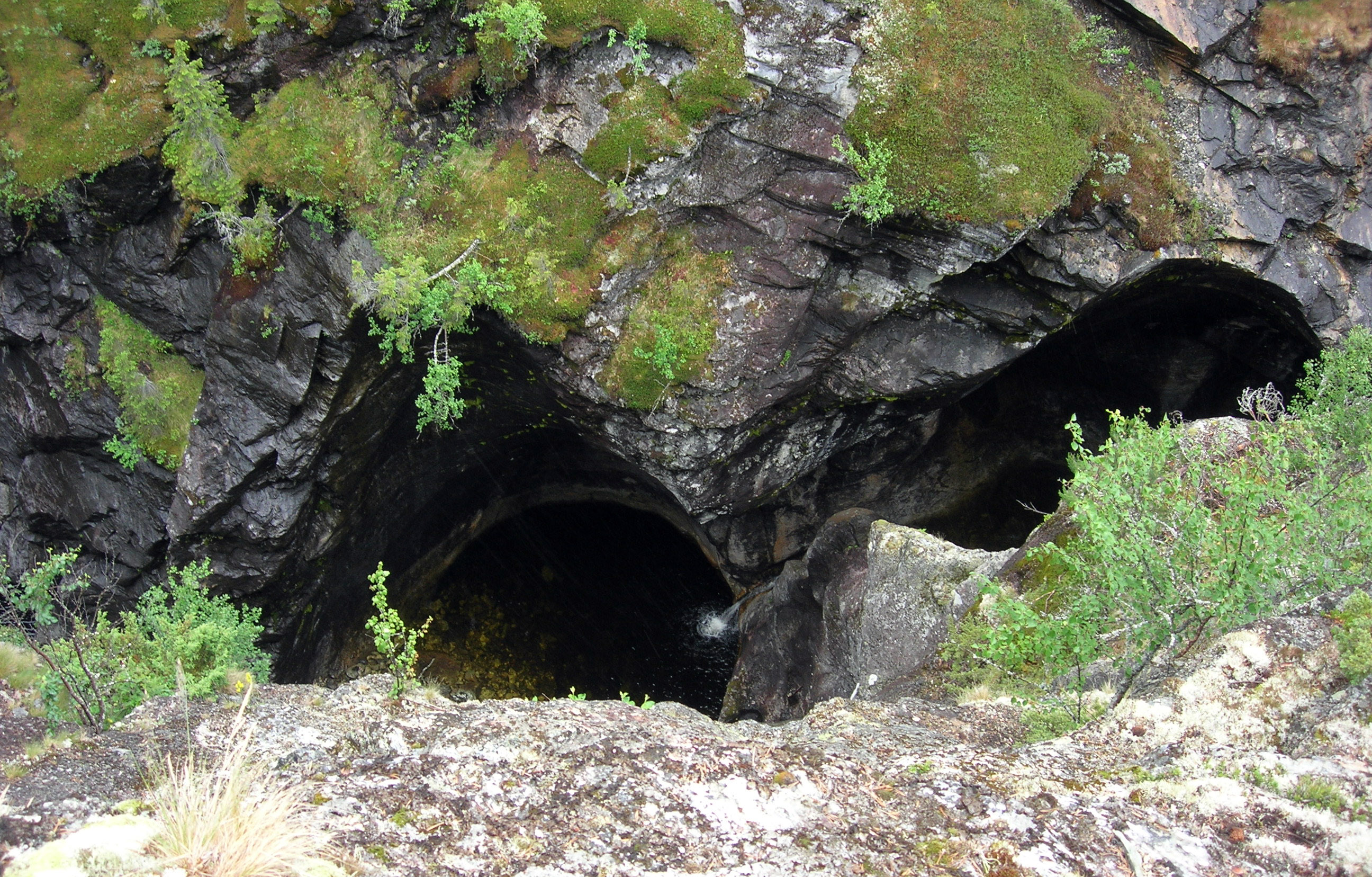
Gletschertopf in Helvete

Die größten Gletschertöpfe findet man naturgemäß dort, wo es viele und große Gletscher gibt oder gab. In Europa ist dies besonders in Skandinavien oder in den Alpen und ihrem Vorland der Fall. Viele dieser Formen stammen aus der Eiszeit.
In den Alpen sind Gletschertöpfe weit verbreitet, Beispiele finden sich etwa im Gletschergarten Luzern, im Gletschergarten von Weißbach an der Alpenstraße, in dem diese Auswaschungen einen Durchmesser von bis zu einem Meter aufweisen, oder im Allgäu, wo der sehr gut erhaltene Gletschertopf Scheffau im Winter 1896/1897 bei Sprengarbeiten entdeckt wurde. Auch in Norddeutschland sind Gletschertöpfe der letzten Eiszeiten zu finden, zum Beispiel im Gesteinsgarten von Gommern in Sachsen-Anhalt. In den Quarzitsteinbrüchen waren Anfang des 19. Jahrhunderts mehrere Gletschertöpfe entdeckt und an das Naturkundemuseum Magdeburg gegeben worden.
Im Zentrum von Bad Gastein in Österreich sind mehrere Gletschertöpfe zu sehen, darunter einer von ovaler Form mit Durchmessern von 4,5 bis 5,5 Metern und einer Tiefe von 5 bis 6 Metern.
In Askola in Finnland hat der größte Gletschertopf einen Durchmesser von vier und eine Tiefe von zehn Metern.